# 小行星2477
小行星2477（2477 Biryukov）是一颗绕太阳运转的小行星，为主小行星带小行星。该小行星于1977年8月14日发现。
該小行星以俄羅斯作家尼古拉·佐托維奇·比留科夫（Nikolaj Zotovich Biryukov）命名。

## 轨道参数
小行星2477的轨道半长轴为2.5591472 UA，离心率为0.150。